# Kilconquhar
Kilconquhar, (pronunzia in Scots: kɪˈnjʌxər) è un villaggio del Fife, in Scozia, Regno Unito. 
Si trova nelle vicinanze di Ceres, St Monans, Carnbee, Newburn e Largo.
Il suo territorio, in parte coperto di boschi, prevalentemente dedicato all'agricoltura costeggia l'omonimo lago Kilconquhar.
Kilconquhar possiede una chiesa storica, tuttora aperta al culto, con una caratteristica torre che la sovrasta.